# Classe Odin
La classe Odin, o classe O, è stata una classe di sommergibili della Royal Navy britannica costruita a partire dagli anni venti. Il prototipo, la Oberon, venne seguito da altre due unità originariamente ordinate dalla Royal Australian Navy, ma trasferite alla marina militare britannica nel 1931 a causa della cattiva situazione economica dell'Australia. A queste si aggiunsero sei battelli modificati ordinati dalla Royal Navy stessa. Tre unità leggermente differenti vennero costruite per la Armada de Chile nel 1929 e denominati classe O'Brien.

## Navi
| Nave           | Costruttori      | Varo              | Destino           |
| -------------- | ---------------- | ----------------- | ----------------- |
| Oberon (ex-O1) | Chatham Dockyard | 24 settembre 1926 | Demolita nel 1945 |

Classe Oxley :
| Nave  | Costruttori     | Varo              | Destino                                                                          |
| ----- | --------------- | ----------------- | -------------------------------------------------------------------------------- |
| Otway | Vickers, Barrow | 7 settembre 1926  | Demolita nel 1945                                                                |
| Oxley | Vickers, Barrow | 29 settembre 1926 | Affondata da fuoco amico del Triton al largo della Norvegia il 10 settembre 1939 |

Classe Odin:
| Nave    | Costruttori                   | Varo             | Destino                                                                                             |
| ------- | ----------------------------- | ---------------- | --------------------------------------------------------------------------------------------------- |
| Odin    | Chatham Dockyard              | 5 maggio 1928    | Affondata dal cacciatorpediniere italiano Strale nel Golfo di Taranto il 13 giugno 1940             |
| Olympus | William Beardmore and Company | 11 dicembre 1928 | Affondata da una mina al largo di Malta l'8 maggio 1942                                             |
| Orpheus | William Beardmore and Company | 26 febbraio 1929 | Affondata dal cacciatorpediniere italiano Turbine nel Mediterraneo il 19 giugno 1940                |
| Osiris  | Vickers, Barrow               | 19 maggio 1928   | Demolita nel settembre 1946 a Durban                                                                |
| Oswald  | Vickers, Barrow               | 19 giugno 1928   | Affondata dal cacciatorpediniere italiano Ugolino Vivaldi al largo della Calabria il 1º agosto 1940 |
| Otus    | Vickers, Barrow               | 31 agosto 1928   | Affondata nel settembre 1946 al largo di Durban.                                                    |